# Gianluca Benamati
Gianluca Benamati (Camugnano, 14 settembre 1962) è un politico italiano.

## Biografia
È nato nel 1962 a Camugnano (Bologna).
Laureato in ingegneria chimica, dopo la laurea ha iniziato il lavoro di ricercatore nella Himomt s.p.a, divisione del gruppo Montedison.
Dopo questo primo periodo è passato al sistema della ricerca pubblica occupandosi di tecnologie e sistemi innovativi per uso energetico ed ambientale, ricoprendo diversi incarichi e sviluppando attività e progetti, anche in qualità di Vice Direttore della Divisione Fusione Termonucleare Controllata e successivamente Direttore della Sezione di Ingegneria Sperimentale dell’ENEA. Sempre all’ENEA ha collaborato con il prof. Carlo Rubbia durante la sua presidenza dell'ente.
Ha svolto la funzione di professore a contratto nel Politecnico di Torino per il corso di “Tecnologie Avanzate in Campo Energetico e Industriale” del Corso di Studi in Ingegneria Energetica ed è stato membro del Consiglio del Corso di Dottorato in Ingegneria Meccanica e dei Materiali dell’Università di Pisa.
È stato Presidente del Consiglio di Amministrazione di Co.Se.A, consorzio che raggruppa aziende che operano nel settore energetico-ambientale al servizio di 22 Comuni della provincia di Bologna e Pistoia, Amministratore Delegato della SIET s.p.a, società partecipata da ENEA ed ENEL operante nel settore delle tecnologie energetiche e membro del Consiglio di Amministrazione di ERVET spa, l’Ente Regionale per lo Sviluppo dell’Emilia-Romagna.
È stato coordinatore di vari programmi di ricerca e sviluppo nell’ambito delle attività di ricerca sui materiali innovativi e sulle tecnologie energetiche e industriali dell’Unione Europea e nazionali e ha al suo attivo vari articoli in riviste internazionali di settore.

### Deputato nazionale
Alle elezioni politiche del 2008, a seguito della nascita del Partito Democratico, è eletto nelle sue liste alla Camera dei Deputati nella circoscrizione Emilia-Romagna. In tale legislatura è stato componente della X Commissione Attività Produttive, Commercio e Turismo e successivamente della VIII Commissione Ambiente, Lavori Pubblici e Territorio della Camera dei Deputati. È stato presidente della Sezione bilaterale di amicizia – Unione interparlamentare con l’Africa Occidentale.
Nel 2013 è rieletto deputato, nella circoscrizione Piemonte 2, e capogruppo del Partito Democratico nella X Commissione Attività Produttive, Commercio e Turismo. In tale incarico ha seguito a livello parlamentare tutte le attività e i provvedimenti relativi allo sviluppo economico con speciale attenzione alle nuove misure di promozione delle “start-up”, della concorrenza e delle misure della formazione e della ricerca scientifica e tecnologica. Ha preso parte alle attività di risoluzione delle principali crisi industriali a partire da ILVA ed Alcoa.
Ha proposto e seguito l’Indagine Conoscitiva sulla digitalizzazione della manifattura italiana dai cui è nato il piano “Industria 4.0”. Ha concorso alla stesura finale della Strategia Energetica Nazionale. Ha promosso l’azione parlamentare che ha permesso con voto unanime la realizzazione in Italia della grande infrastruttura di ricerca DTT (Divertor Tokamak Test facility) del valore 500 milioni di euro cofinanziata dalla Unione Europea. Ha promosso e guidato l’intergruppo parlamentare sulle politiche spaziali che ha riunito 60 fra deputati e senatori a sostegno dello sviluppo del sistema della ricerca e delle tecnologie spaziali.  Ha ricoperto l’incarico di responsabile del dipartimento Energia del suo Partito.
Alle elezioni del 4 marzo 2018, per la XVIII legislatura, è stato eletto deputato nel collegio uninominale Bologna-Casalecchio. Dal 21 giugno 2018 è vicepresidente della Commissione Attività Produttive, Commercio e Turismo. Si è occupato del tema della riorganizzazione degli oneri di sistema sulla bolletta elettrica e sta promuovendo un’azione per una indagine conoscitiva sul futuro dell’automobile in Italia.